# Helenów (powiat brzeziński)
Helenów – wieś w Polsce położona w województwie łódzkim, w powiecie brzezińskim, w gminie Brzeziny.
W latach 1975–1998 miejscowość należała administracyjnie do województwa skierniewickiego.